# Тюменский маньяк
«Тюме́нский манья́к» — предполагаемый российский серийный убийца, который может быть причастен к исчезновениям детей в Тюмени с 1997 года.

## Предполагаемые жертвы
1. В 1997 году в Тюмени пропадает 2-летний Николай Иванов. Правоохранительные органы ничего не сообщали о его поисках, о результатах расследования[1].
2. В мае того же года пропадает 17-летняя Любовь Симонова. Она пропала без вести, когда шла от своей подруги домой. Семья и милиция провели поиски, но найти девушку не смогли. Свидетели отмечали, что за девочкой следила троица странных мужчин, один из которых сильно заикался.
3. В 1998 году без вести пропадает 13-летняя Ирина Касьянова. Приметы: картавая речь, на груди большое родимое пятно. Девочка происходила из благополучной семьи.
4. В декабре 1999 года пропала без вести 12-летняя Алёна Имамова. Она пропала на автобусной остановке, когда возвращалась из школы.
5. В октябре 2001 года домой не вернулась 10-летняя Соня Телешева. Её смерть была подтверждена: спустя три дня поисков её тело было найдено с переломом шеи и признаками удушья. По неподтверждённой информации из анонимного источника в правоохранительных органах, в тот же день были найдены останки ещё одной убитой девочки, но её личность не удалось установить[2].
6. В 2002 году пропадает 14-летняя Анна Владимировна Букрина. Аня была сводной сестрой Любы Симоновой[3]. Она пошла на почту, отправила письмо и пропала без вести по дороге домой. 24 апреля того же года её труп нашёл водитель грузовика. С девочки пропали некоторые предметы одежды, но она не была изнасилована. Её долгое время не кормили, она сильно исхудала. Её задушили руками, а потом тросом.
7. В апреле 2008 года в Омске пропадает без вести 11-летняя Дарья Некрасова. Она не вернулась домой из школы, свидетели видели её вместе с незнакомым мужчиной.
8. В 2008 году пропал без вести 8-летний Эдуард Алимбаев. 26 ноября он пошёл после занятий на пришкольную спортивную площадку. Его искали военные, милиция объявила денежное вознаграждение. Ребёнка не нашли.
9. В августе 2009 года 12-летняя Анастасия Ложкина пошла в магазин и пропала. Семьи и соседи стали её искать, но не нашли. В тот же день к поискам приступила милиция. Их собака не смогла взять след.
10. В октябре 2010 года 12-летняя Анна Анисимова пошла в школу и исчезла. Поиски велись по всему городу. Дело Анисимовой и Ложкиной объединили. Объём розыскного дела составлял 100 томов, было опрошено более 1000 человек. В деле появляется первый фоторобот предполагаемого преступника.
11. Возможно, причастен к исчезновению 8-летней Насти Муравьёвой, которая 30 июня 2021 года вышла из дома и не вернулась. Её тело нашли 19 августа, девочку изнасиловали и задушили. За это преступление осудили 40-летнего экс-полицейского Виталия Бережного[4].

По мнению психиатра Василия Бейнаровича, возможно, всё гораздо хуже, и общее количество жертв у маньяка может быть, как минимум, вдвое больше.

## Расследование
После исчезновения Анны Анисимовой в Тюмень из Санкт-Петербурга приезжает профайлер Дмитрий Кирюхин. Поговорив со всеми семьями пропавших, он составил психологический портрет маньяка. Кирюхин утверждает, что вскоре кто-то «сверху» стал препятствовать расследованию, а позднее и вовсе отстранил профайлера от дела.
При анализе детализации звонков с мобильного телефона Ани было установлено, что она звонила чиновнику местной городской администрации. Следствие установило этого человека, но имя его никогда не было публично озвучено. Известно, что с ним связались, чиновник сказал, что Аня сама ему позвонила по ошибке, но он не ответил, потом сам перезвонил.
19 августа 2021 года в Тюмени было обнаружено тело девятилетней Насти Муравьёвой. 24 августа председатель Следственного комитета (СК) России Александр Бастрыкин поручил сообщить ему о ходе расследования. 25 августа СК сообщил, что ими установлен подозреваемый 40-летний мужчина, обвиняемый в убийстве девятилетней школьницы по статье п. «в» ч. 2 ст. 105 УК РФ. Однако следствие не связывает убийцу Насти с пропавшими детьми, так как на момент начала их предполагаемых похищений задержанному было всего 16 лет и он учился в школе.

## Расследование журналистов
В июле 2021 года журналистка Анастасия Миронова опубликовала собственное расследование о личности предполагаемого тюменского маньяка, который мог быть причастен к исчезновениям детей в Тюмени с 1997 года. В том же году телеведущий Андрей Малахов посвятил два спецвыпуска передачи «Прямой эфир» под названием «Дети исчезают в полдень» теме исчезновения детей в Тюмени и расследованию Анастасии Мироновой с участием самой журналистки.

## Психологический портрет маньяка
Профайлер Дмитрий Кирюхин и психиатр Василий Бейнарович независимо составили версии психологического портрета маньяка, которые имеют общие черты:
1. скрытый педофил;
2. имеет положительный общественный имидж, ранее не судим;
3. живёт в Тюмени в многоквартирном доме, имеет дом в пригороде со сплошным забором;
4. имеет личный автомобиль, Кирюхин уточнил марку — «Жигули»[16][3].

Однако, Бейнарович критично отнёсся к некоторым пунктам портрета Кирюхина: по его мнению, возраст маньяка может быть и меньше, просто при ожирении можно выглядеть старше сорока; также он ставит под сомнение семейное положение и хобби маньяка. При этом, он согласен с Кирюхиным в других пунктах. Бейнарович улучшил описание маньяка и получил более подробный портрет; версии портретов:
Версия Дмитрия Кирюхина
1. профессия: образование техническое, работает электриком на крупном предприятии в будние дни, имеет возможность разъезжать по городу;
2. возраст: 40—45 лет;
3. в разводе, имеет детей, но с ними не общается; женат на женщине, у которой есть свои дети;
4. после убийства Ани Анисимовой продал свой автомобиль или утопил в болоте;
5. алкоголь не употребляет, пользуется интернетом, следил за поисками Анны Анисимовой;.
6. хобби: фотосъёмка и рыбалка.

Версия Василия Бейнаровича
1. профессия: скорее всего работает в правоохранительных органах, хорошо знает основы сбора улик, имеет возможность следить за детьми, прекрасно знает Тюмень;.
2. возраст: 35 лет и старше;
3. первые преступления, возможно, совершал с двумя соучастниками, потом действовал в одиночку;
4. выбирает детей от 8 до 14 лет и похищает их посреди дня, заманивая в свою машину не силой, а обманом; тщательно продумывает похищения, не оставляет улик и свидетелей.

## В массовой культуре
- Документальный фильм «20 лет дети исчезают в Тюмени» из цикла «Сатисфакция 21» (реж. Василий Бейнарович) (2021).
- Документальный фильм «Тюмень и иные: как заранее распознать маньяка?» (2021).
- Документальный фильм «Тайна исчезновения Алены Имамовой/Тюменский маньяк» (Елена Погребижская) (2024)
- Дела №5 / ТЮМЕНСКИЙ МАНЬЯК / (Саша Сулим, Паша Дедищев, Расул Чабдаров).